# James Marape
James Marape (24 de abril de 1971) es un político de Papúa Nueva Guinea y el octavo Primer ministro de Papúa Nueva Guinea. Es miembro del Parlamento Nacional de Papúa Nueva Guinea desde julio de 2007, en representación del electorado del Abierto Tari-Pori en la Provincia de Hela, en las tierras altas. El 30 de mayo de 2019, fue nominado, elegido y juramentado como el 8° Primer Ministro de Papua Nueva Guinea por el Parlamento Nacional.

## Trayectoria
Marape se opuso por primera vez a la sede de Tari-Pori en las elecciones de 2002 para el Partido del Progreso Popular, cuando se canceló la votación en la provincia de Southern Highlands debido a la violencia generalizada. Él disputó la elección suplementaria en 2003, pero perdió ante el parlamentario titular Tom Tomiape en un concurso empañado por el ataque de un oficial de votación por sus partidarios. Él impugnó el resultado en el Tribunal de Devoluciones Disputadas, pero tanto su petición inicial como una apelación posterior fueron rechazadas.
Él disputó el asiento por segunda vez en las elecciones de 2007 como candidato de la Alianza Nacional y derrotó a Tomiape. Posteriormente fue nombrado Secretario Parlamentario de Obras, Transporte y Aviación Civil por el Primer Ministro Michael Somare. También se le asignaron responsabilidades adicionales como Vicepresidente de la Comisión de Privilegios y miembro de la Comisión de Referencia Parlamentaria sobre Relaciones Intergubernamentales. Fue Ministro de Educación del 16 de diciembre de 2008 al 2 de agosto de 2011. En febrero de 2012, dejó el Partido de la Alianza Nacional y se unió al Congreso Nacional del Pueblo.
Fue reelegido en las elecciones de 2012 en el distrito Tari-Pori. Luego fue nombrado ministro de Finanzas bajo el gobierno de O’Neill. Fue reelegido en las elecciones de 2017, en representación del Congreso Nacional del Pueblo. El 11 de abril de 2019, renunció como Ministro de Finanzas, pero siguió siendo miembro del Congreso Nacional del Pueblo y del Gobierno. Sin embargo, renunció al partido el 29 de abril de 2019. Sam Basil fue nombrado Ministro de Finanzas el 18 de abril de 2019.  A principios de mayo de 2019, fue nombrado como candidato potencial en el gobierno alternativo para reemplazar a Peter O'Neill como Primer Ministro. Peter O'Neill renunció el 29 de mayo. Marape fue elegido primer ministro el 30 de mayo de 2019 y juró su cargo más tarde ese mismo día.